# Rainer Otto
Wolf Rainer Otto (* 9. April 1939 in Chemnitz; † 11. August 2023 in Meuselwitz) war ein deutscher Kabarettist, Regisseur und Dramaturg.

## Leben
Ursprünglich war Otto ausgebildeter Lehrer. Später studierte er am Leipziger Literaturinstitut „Johannes R. Becher“. Ein erster Versuch, in Karl-Marx-Stadt (Chemnitz) ein professionelles Kabarett zu gründen, scheiterte 1964, da das Programm vor der Premiere verboten wurde. Ab 1964 war er Dramaturg der Leipziger Pfeffermühle, für die er zusammen mit Siegfried Mahler in den 1970er Jahren die meisten Texte verfasste. Von 1981 bis 1992 war Otto Direktor der Leipziger Pfeffermühle. Durch umfangreiche Kontakte gelang es ihm erstmals Kabarettisten aus dem Westen auf die ostdeutsche Bühne zu bringen. Diese Gastspiele, unter anderem von Franz Hohler, Werner Schneider und Dieter Hildebrandt, waren von großer Bedeutung für den DDR-Kulturbetrieb, sorgten jedoch zugleich für Verstimmung im SED-Apparat. Otto schrieb für fast alle DDR-Kabaretts sowie für die Zeitschrift Unterhaltungskunst. Daneben wirkte er in Kinderfilmen des DFF mit. Otto war zudem Lehrer an der Zentralen Volkskunstschule der DDR. Aufgrund seiner herausragenden Bedeutung für das ostdeutsche Kabarett, nannte man ihn den „Nationalen Dramaturgen“.
Rainer Otto lebte seit 1993 als freiberuflicher Autor und Regisseur für Kabaretts (z. B. SanftWut Leipzig), Rundfunk und Fernsehen in Leipzig. Im Jahr 2011 erhielt er einen Sten auf dem Walk of Fame des Kabaretts in Mainz. Der Leipziger Schriftsteller Till Martin ist ein Enkel Ottos.

## Auszeichnungen
- 1988: Nationalpreis der DDR III. Klasse für Kunst und Literatur[3]
- 2011: Stern auf dem Walk of Fame des Kabaretts[4]

## Veröffentlichungen
- mit Walter Rösler: Kabarettgeschichte. Henschelverlag Kunst u. Gesellschaft, Berlin 1977.
- als Hrsg.: Pfeffermüllereien. Kabarett-Texte. Collagen von Helmut Merten. Henschelverlag Kunst u. Gesellschaft, Berlin 1975